# Émile Barbier
Émile Edmond Gustave Barbier (Etterbeek, 3 dicembre 1901 – ...) è stato uno schermidore belga, vincitore di una medaglia d'oro ai Campionati Internazionali di scherma.
Ha partecipato ai Giochi olimpici del 1928, nella gara di spada a squadre.